# Síndrome de Eisenmenger
A Síndrome de Eisenmenger é uma enfermidade congênita do coração na qual diferentes defeitos cardíacos congênitos causam aumento na resistência vascular pulmonar e hipertensão pulmonar, o que resulta na inversão do curto circuito (da direita à esquerda) ou que seja bidirecional
.
O coração normal possui quatro partes: as duas partes superiores se chamam aurículas ou átrios. As aurículas (átrios) estão separadas pelo septo interatrial. As duas partes inferiores se chamam ventrículos e estão separados entre si pelo septo interventricular. As válvulas põem em contacto as duas aurículas com seus respectivos ventrículos. O sangue, que em sua circulação por todo o organismo tem perdido seu oxigênio, necessita passar pelos pulmões para reoxigenar-se outra vez.
Esta síndrome não possui tratamento e seus sintomas aumentam progressivamente com a idade.